# Ливингстон, Маргарет
Маргарет Ливингстон (англ. Margaret Livingston; 25 ноября 1895 — 13 декабря 1984) — американская киноактриса, наиболее известная по её ролям в фильмах эпохи немого кино. Наиболее значимыми являются её роль девушки из города в шедевре Фридриха Вильгельма Мурнау «Восход солнца».

## Биография
Родилась в Солт-Лейк-Сити, штат Юта. Её старшая сестра Айви также стала киноактрисой. Маргарет Ливингстон дебютировала в немом фильме в 1916 году. Она снялась более чем в 50 немых фильмах, среди которых особое место занимает фильм Фридриха Мурнау «Восход солнца», а также примерно в 20 звуковых фильмах после 1929 года. Среди последних фильм «Умные деньги» с Эдвардом Робинсоном и Джеймсом Кэгни в главных ролях. Она иногда озвучивала других актрис, в том числе Луизу Брукс в «The Canary Murder» (1929).
В 1931 году она вышла замуж за музыканта Пола Вайтмана, и начиная с 1934 года перестала сниматься в кино. Маргарет не могла иметь детей, поэтому они с мужем удочерили трёх девочек.
Ливингстон была гостем на яхте Уильяма Рэндольфа Херста «Идрис» в выходные дни в ноябре 1924 года с режиссёром и продюсером Томасом Инсом, который позже умер от сердечной недостаточности. Вымышленная версия гибели режиссёра и его романа с Маргарет Лингстон представлена в фильме Питера Богдановича «Смерть в Голливуде» (2001), где Инса сыграл Кэри Элвес, а Маргарет Ливингстон — Клаудия Харрисон. Ливингстон умерла в Уоррингтон, штат Пенсильвания.

## Избранная фильмография
| Год  |   | Русское название | Оригинальное название         | Роль                        |
| ---- | - | ---------------- | ----------------------------- | --------------------------- |
| 1925 | ф | Высшая мера      | Capital Punishment (англ.)    | Мона Колдуэлл               |
| 1927 | ф | Восход солнца    | Sunrise: A Song of Two Humans | Женщина из города           |
| 1931 | ф | Умные деньги     | :Smart Money (англ.)          | Женщина окружного прокурора |
| 1932 | ф | Называй её дикой | Call Her Savage (англ.)       | Молли                       |